# Fedaïns palestins

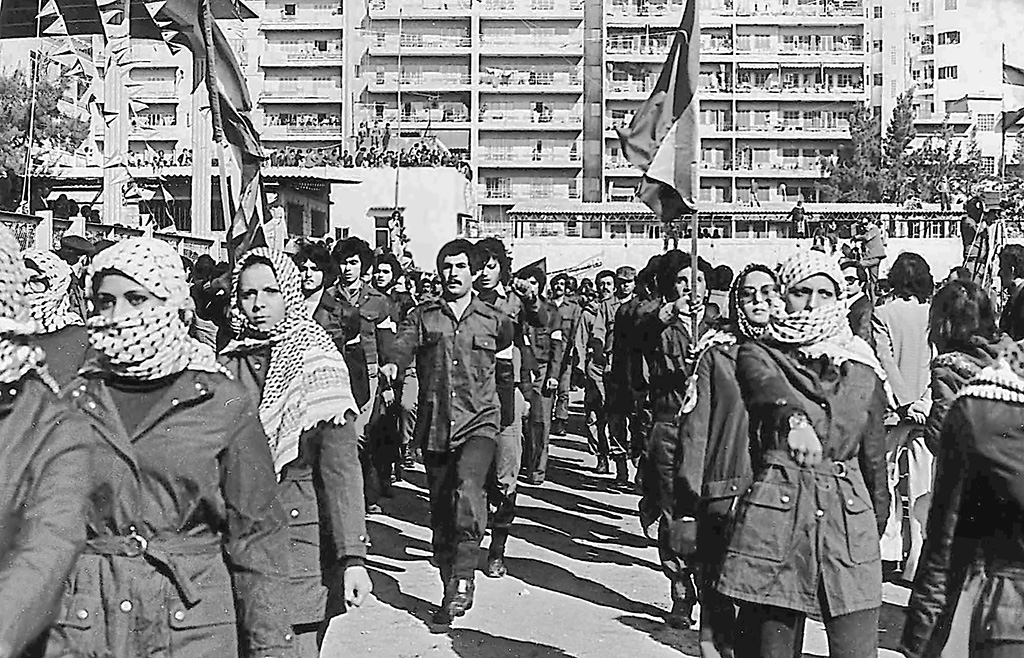
Fedaïns de Fatah a Beirut el 1979

Els fedaïns palestins (de l'àrab fidā'ī; plural: fidā'iyūn, فدائيون) es refereix als lluitadors d'orientació nacionalista entre els palestins. La majoria del poble palestí considera que els fedaïns són «combatents per la llibertat», mentre que l'Estat d'Israel els descriu com a «terroristes».
Els fedaïns palestins van ser inspirats per les guerrilles del Vietnam, Xina, Algèria i Cuba. La ideologia dels fedaïns palestins era principalment socialista i comunista i el seu propòsit declarat consistia a derrotar el sionisme, «alliberar Palestina» i establir «un Estat palestí secular, democràtic i no sectari».
El moviment va sorgir entre els refugiats palestins que van ser expulsats dels seus pobles com a resultat de la guerra araboisraeliana de 1948 i, a mitjan anys 1950, van començar a organitzar operacions creuant les fronteres cap a Israel des de Síria, Egipte i Jordània. Les primeres infiltracions van tenir com a objectiu accedir a les terres i als productes agrícoles que els havien estat arrabassats com a resultat de la guerra, o bé per atacar els militars israelians i, en ocasions, objectius civils. L'exèrcit israelià va dur a terme accions de represàlia dirigides contra els fedaïns que també van apuntar sovint als ciutadans dels seus països d'acollida, fet que va provocar més atacs com a resposta.
Les accions dels fedaïns van ser al·legades per Israel com una de les raons per a iniciar la Guerra del Sinaí de 1956, la Guerra dels Sis Dies de 1967, l'Operació Litani el 1978 i la Guerra del Líban de 1982. Els grups de fedaïns palestins van estar unificats sota l'Organització per a l'Alliberament de Palestina (OAP) després de la derrota dels exèrcits àrabs a la Guerra dels Sis Dies, encara que cada grup va mantenir el seu propi lideratge i forces armades independents.

## Definicions del terme
Els termes «palestí» i «fedaí» han tingut diferents significats per a diverses persones al llarg de la història, com ara «un que arrisca la seva vida voluntàriament» o «un que se sacrifica a si mateix». Al llibre, The Arab-Israeli Conflict, Tony Rea i John Wright van adoptar una traducció literal en traduir el terme fedaí com «autosacrificat».

En l'assaig The Palestinian Leadership and the American Media: Changing Images, Conflicting Results (1995), R.S. Zaharna comenta les percepcions i l'ús dels termes «palestí» i «fedaí» als anys 1970:
Els palestins es van convertir en sinònim de terroristes, pirates aeris, comandos i guerrillers. El terme «fedaí» va ser emprat sovint, però rarament traduït. Això es va afegir al misteri que envolta els grups palestins. Fedaí significa «lluitador per la llibertat».
L'Encyclopedia of the United Nations and International Agreements (2002) d'Edmund Osmańczyk defineix fedaí com a «lluitador de la resistència palestina», mentre que The Routledge Atles of the Arab-Israeli Conflict (2005) de Martin Gilbert defineix fedaïns com «grups terroristes palestins». Robert McNamara es refereix als fedaïns simplement com «guerrilles», així com Zeev Schiff i Raphael Rothstein a la seva obra Fedayeen: Guerrila Against Israel (1972).
Beverly Milton-Edwards descriu els fedaïns palestins com a «revolucionaris moderns que lluiten per l'alliberament nacional, no per una salvació religiosa», distingint-los dels mujahidins. Si bé els soldats caiguts, tant mujahidins com fedaïns, són considerats xahid («màrtirs») pels palestins, Milton sosté que seria una blasfèmia religiosa i política anomenar als «combatents esquerrans» dels fedaïns, mujahidins.

## Objectius i fonament filosòfic
Els objectius dels fedaïns estan articulats en les proclames i manifestos que han produït, els quals són consistents en referència a l'ànim de destruir el sionisme. El 1970, l'objectiu declarat dels fedaïns va ser establir Palestina com «un Estat secular, democràtic i no sectari». Abans de 1974, la posició dels fedaïns era que qualsevol jueu que renunciés al sionisme podria romandre a l'Estat palestí per fundar. Després de 1974, la qüestió es va tornar menys clara i es va suggerir que només aquells jueus que es trobaven a Palestina abans de la «invasió sionista», alternativament ubicada al 1917 o al 1947, podrien romandre-hi.

Durant l'etapa posterior a la Guerra dels Sis Dies, els moviments fedaïns van debatre sobre qüestions com el reconeixement de l'Estat d'Israel, les aliances amb diversos Estats àrabs i llur ideologia. Una facció liderada per Nayef Hawatmeh i Yasser Abed Rabbo es va separar del Front Popular per a l'Alliberament de Palestina (FPAP) el 1974, a causa que preferia un enfocament maoista i no-nasserista. Aquest nou moviment va començar a ser conegut com a Front Democràtic per l'Alliberament de Palestina (FDAP). El 1974, el Consell Nacional Palestí va aprovar el «Programa dels deu punts», elaborat per Iàssir Arafat i els seus assessors, i va proposar un acord amb els israelians. El Programa proposava una autoritat nacional palestina sobre cada part del «territori palestí alliberat» en referència als Territoris Palestins defensats per les forces àrabs a la Guerra araboisraeliana de 1948 (actuals Cisjordània i Franja de Gaza). Percebut per alguns palestins com a propostes dels Estats Units d'Amèrica i concessions per a Israel, el Programa va despertar el descontentament internacional i va provocar que diverses de les faccions de l'OAP, tals com l'FPAP, l'FDAP, As-Saika, el Front per l'Alliberament Àrab i el Front per l'Alliberament de Palestina, entre d'altres, formessin un moviment separatista que va arribar a ser conegut com a Front de les Forces Palestines que rebutgen solucions de rendició (en àrab: جبهة القوىالفلسطينية الرافضة للحلول الإستسلامية) o simplement Front de Rebuig (جبهة الرفض).

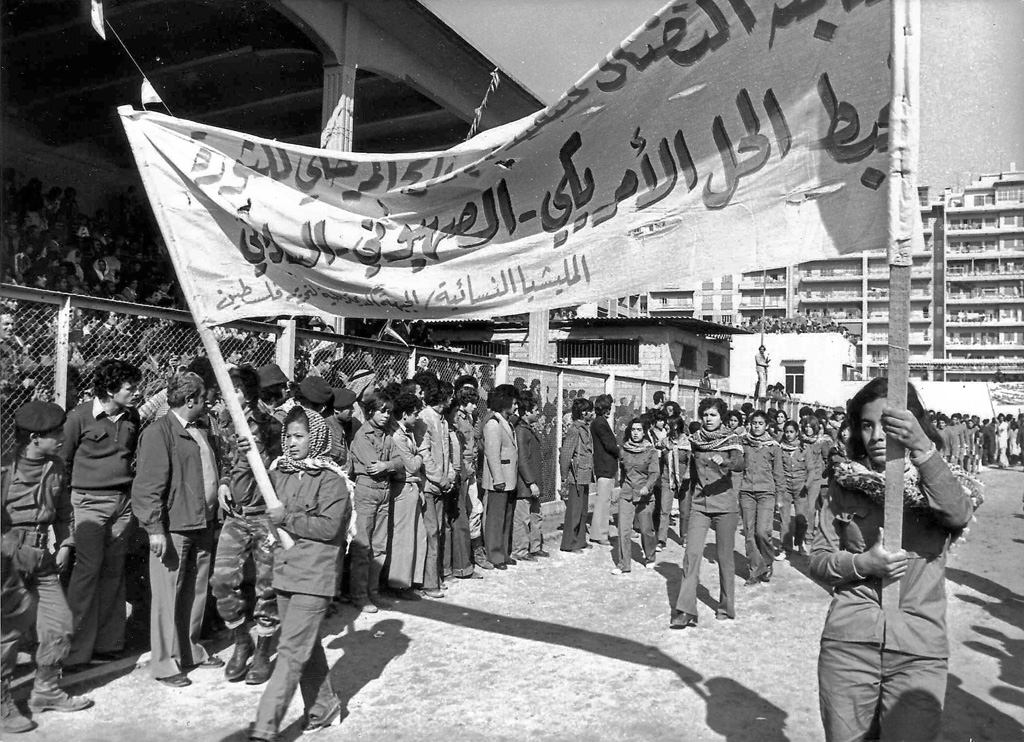
Dones fedaïnes de l'FDAP al Líban

Durant la Guerra civil libanesa (1975-1990), l'OAP es va alinear amb el Moviment Nacional Libanès comunista i nasserista. Encara que en un inici van comptar amb el suport del president de Síria Hafez al-Àssad, quan les faccions prosirianes a l'interior dels fedaïns palestins van canviar de bàndol, en particular As-Saika i el Front Popular per l'Alliberament de Palestina-Comandament General, van barallar-se amb l'OAP liderada per Fatah d'Iàssir Arafat. El 1988, després que Arafat i al-Àssad es reconciliessin parcialment, els lleials a Arafat en els camps de refugiats de Bourj el-Barajneh i Xatila van formar Fatah-Intifada, un moviment separatista prosirià fundat per Said al-Muragha.
L'OAP i altres moviments armats palestins es van dividir progressivament després dels Acords d'Oslo de 1993. Van ser rebutjats per l'FPAP, l'FDAP, Hamàs i altres vint faccions, així com intel·lectuals palestins, els refugiats palestins i els dirigents locals dels territoris. Aquests grups van formar un front comú amb els islamistes que va culminar en la creació de l'Aliança de Forces Palestines. Aquesta nova aliança va fracassar alhora d'actuar com una unitat cohesionada, però va posar de manifest les profundes divisions de l'OAP amb els fedaïns trobant-se alineats per primera vegada amb els islamistes palestins. La desintegració a l'interior de Fatah, l'òrgan principal de l'OAP, es va incrementar quan Farouk Qaddoumi, a càrrec de les relacions exteriors, va expressar la seva oposició a les negociacions amb Israel. Els membres del Comitè executiu de l'OAP, el poeta Mahmud Darwish i el líder dels refugiats Shafiq al-Hout, van renunciar als seus càrrecs en resposta a l'acceptació de l'OAP dels Acords d'Oslo.

### Tàctiques
Fins al 1968, les tàctiques fedaïns consistien principalment en incursions ràpides a objectius militars israelians. Es va incorporar el compromís de la «lluita armada» a la Carta de l'OAP en clàusules que sostenien que «la lluita armada és l'única forma d'alliberar Palestina» i que «les accions de guerrilla constitueixen el nucli de la guerra d'alliberament popular palestí».
Amb anterioritat a la Guerra dels Sis Dies de 1967, els fedaïns van dur a terme diverses campanyes de sabotatge contra infraestructures israelianes. Aquests actes incloïen l'extracció constant de canonades d'aigua i irrigació al llarg del riu Jordà i els seus tributaris, així com a la frontera libanesa-israeliana i a diverses localitzacions de Galilea. Altres actes de sabotatge van incloure el bombardeig de ponts i camins, emboscades d'automòbils i el vandalisme de cases. Després de la Guerra dels Sis Dies, aquests incidents van disminuir amb l'excepció del bombardeig al complex d'oleoductes que proveïen la refineria de petroli de Haifa el 1969.
Les tàctiques de contrainsurgència de les Forces de Defensa d'Israel, que van incloure de manera regular des de 1967 l'ús de demolicions de cases, tocs de queda, deportacions i altres formes de càstig col·lectiu, van impedir efectivament la possibilitat dels fedaïns palestins per a crear bases internes des de les quals lliurar una «guerra popular». Els fedaïns van ser compel·lits a establir bases externes, fet que va resultar en friccions amb els seus països d'acollida que va portar a conflictes (talment el cas de Setembre Negre) que els van distreure del seu objectiu principal de «dessagnar Israel».

## Filmografia
- Fedayin, le combat de Georges Abdallah (2021)